# Ievgueni Beliàiev
Ievgueni Mikhàilovitx Beliàiev, rus: Евгений Михайлович Беля́ев (1926—1994) fou un cantant rus i soviètic (tenor líric). Artista del Poble de l'URSS (1967). Guanyador del Premi Estatal de l'URSS (1978).

## Biografia
Ievgueni Beliàiev va néixer l'11 de setembre de 1926 a la ciutat de Klintsí (ara a l'óblast de Briansk, Rússia). De petit, era conegut amb el diminutiu "Jénia", rus: ЖеняA l'escola, va guanyar una competició de cant a l'Artek (un campament per a joves del Moviment de Pioners) prop de la mar Negra.
Durant la Gran Guerra Patriòtica va lluitar a Txecoslovàquia i va servir a un regiment d'artilleria antiaèria de les primeres divisions de l'Orde de la Bandera Roja Súvorov i Kutúzov,del Districte Militar dels Carpats del IV Front Ucraïnès, sota el comandament del general Andrei Ieriómenko.
Es diu que cantava als períodes de calma entre combats. Va acabar la guerra com a sergent. Després de la guerra es va graduar a l'Escola Estatal de Música Gnessin.Beliàiev es va casar i va tenir dos fills, un dels quals es va convertir en pianista professional.
El 1947, Beliàiev es va convertir en el solista del Conjunt de Cant i Dansa del Districte Militar dels Carpats.
Tres anys més tard, el jove tenor ja era el solista del Cor de l'Exèrcit Roig, liderat entre 1946 i 1987 pel fill del fundador del conjunt, el general Borís Aleksàndrov. Sota la direcció d'aquest, Beliàiev va gravar moltes cançons i va actuar com a membre del col·lectiu arreu del món: Europa, Estats Units, Canadà i Japó. En aquells anys, el grup interpretava principalment obres de compositors russos i soviètics, així com cançons populars russes i ucraïneses. Kalinka, escrita l'any 1860 pel compositor Ivan Lariónov, sempre va gaudir de l'atenció especial del públic i va arrencar sempre forts aplaudiments.
Durant la seva època com a com a solista del Cor, el professor de Beliàiev fou el famós mestre vocal Ievgueni Avgústovitx Kànguer, que només formava els principals solistes del país.
El 1958, el cantant es va convertir en Artista Honorífic de Rússia, el 1960 va rebre el títol d'Artista del Poble de Rússia, i el 1967 el d'Artista del Poble de l'URSS.
A la dècada dels seixanta, en una gira amb el Conjunt Aleksàndrov a Londres, Beliàiev va rebre el sobrenom de "rossinyol rus" (en anglès Russian Nightingale) i "Mr. Kalinka", i els francesos el van anomenar "Monsieur Kalinka".
El 1978, Beliàiev va ser guardonat amb el Premi Estatal de l'URSS. Després de deixar el Cor, Beliàiev va actuar principalment en petits concerts de cambra en diferents ciutats de Rússia, i en els anys 90 va cantar sota els auspicis de Roskontsert.
Va morir els dies 21 o 22 de febrer de 1994, a l'edat de 67 anys. El cantant va començar a tenir problemes cardíacs i va anar a l'Hospital Militar de Burdenko a Moscou. Beliàiev va demanar als metges que el deixessin anar a casa durant el cap de setmana, i aquests hi van estar d'acord. Poc després que Beliàiev arribés a casa seva (situada a la Prospekt Kalínina, actualment carrer Novi Arbat), va morir d'un atac al cor. Va ser enterrat a Moscou, al Cementiri de Troiekúrovskoie, no gaire lluny d'un dels seus col·legues, el solista Aleksei Tíkhonovitx Serguéiev.